# Edmond Keossaïan
Edmond Keossaïan (en arménien : Էդմոնդ Գարեգինի Քյոսայան, en russe : Эдмо́нд Гареги́нович Кеосая́н), né le 9 octobre 1936 à Leninakan en République socialiste soviétique d'Arménie, et mort le 21 avril 1994 à Moscou, est un réalisateur arménien et soviétique.

## Biographie
Né à Leninakan, Edmond Keossaïan étudie en 1954-1956 à l'Institut économique de Moscou, puis dans la classe de Efim Dzigan de l'Institut national de la cinématographie dont il est diplômé en 1964. Au début de sa carrière il se distingue avec les courts-métrages comme L'Escalier (Lestnitsa, 1962) et Trois heures de route (Tri chasa dorogi, 1963). En 1965, il porte à l'écran le mélodrame d'Anatoli Sofronov La Vivandière. En 1966, il réalise Les Justiciers insaisissables inspiré des Petits diables rouges (1923) de Pavel Bliakhine (ru), l'histoire des quatre adolescents enrôlés dans l'Armée rouge lors de la Guerre civile russe, qui réunit 54,5 millions de spectateurs. Le succès des Nouvelles aventures des insaisissables (1968) dépasse celui du premier volet - 66,2 millions de spectateurs spectateurs,. La Couronne de l’Empire russe (1971) clôture cette trilogie qui lui apporte la célébrité et le Prix du Komsomol. Toutefois les critiques ne se privent pas de noter que dans le dernier épisode l'histoire montre les signes d'essoufflement. L'hebdomadaire Sovetskaïa kultura, l'organe de communication officiel du Ministère de la culture de l'URSS, va même jusqu'à le classer parmi les pires productions cinématographiques de 1971, ce qui affecte profondément le réalisateur. Plus tard, Keossaïan se tourne vers le thème des valeurs nationales arméniennes. Ainsi Tghamardik sorti en 1973, dont l'histoire se déroule dans les décors du vieux Erevan est un hymne à l'amitié qui réunit trois vedettes des studios Armenfilm : Armen Djigarkhanian, Frounzik Mkrtchian et Azat Sherents. Son drame psychologique Quand arrive septembre (1975) est présenté en compétition au Festival de Cannes. En 1978, il réalise Étoile de l'Espoir, l'adaptation du roman historique de Sero Khanzadyan consacré au célèbre héros du mouvement de libération arménien Mkhitar Sparapet (en).
En 1982, Keossaïan revient à Mosfilm où il réalise ses derniers films : le drame sur la résistance Le Loriot pleure quelque part (1982) et L'Ascension consacré aux victimes des Grandes purges (1988).
Le réalisateur décède d'un cancer de la gorge. Il est inhumé au cimetière de Kountsevo à Moscou.
Ses deux fils, David et Tigran Keossaïan, sont également devenus réalisateurs et producteurs de cinéma.
En 2003, dans le square Martiros Sarian d'Erevan, on inaugure le monument Les Hommes aux trois héros du film Tghamardik, une œuvre du sculpteur David Minassian.

## Filmographie
- 1962 : L'Escalier (Лестница), court-métrage 29 minutes
- 1963 : Trois heures de route (Три часа дороги), court-métrage 25 minutes
- 1964 : Où es-tu maintenant Maxime (Где ты теперь, Максим?)
- 1965 : La Vivandière (Стряпуха)
- 1966 : Les Justiciers insaisissables (Неуловимые мстители)
- 1968 : Les Nouvelles Aventures des insaisissables (Новые приключения неуловимых)
- 1971 : La Couronne de l'Empire russe (Корона Российской империи, или Снова неуловимые)
- 1973 : Tghamardik (Տղամարդիկ), littéralement Les Hommes
- 1975 : Quand arrive septembre (Когда наступает сентябрь)
- 1978 : Étoile de l'Espoir (ru) (Звезда надежды)
- 1982 : Le Loriot pleure quelque part (ru) (Где-то плачет иволга)
- 1988 : L'Ascension (Вознесение)